# Ngounayos
Ngounayos est un village du Cameroun situé dans le département du Dja-et-Lobo et la Région du Sud, sur la route reliant Metom à Olembé. Il fait partie de la commune de Bengbis.

## Population
La plupart des habitants sont des Boulou.
En 1963, Ngounayos comptait 310 habitants. Lors du recensement de 2005, 332 personnes y ont été dénombrées.